# Dún Chaoin
Dún Chaoin (på engelska ibland inofficiellt Dunquin) är en liten by i grevskapet Kerry i sydvästra Irland; Dún Chaoin är Irlands västligaste by. Byn ligger på Dinglehalvön i ett Gaeltacht, ett område där iriska fortfarande talas allmänt. I nordost gränsar byn till Baile an Fheirtéaraigh och i sydost till Ceann Trá. Namnet Dún Chaoin är iriska för Caons fort. Tidigare hette byn Dunquin på engelska, men sedan år 2005 är det iriska namnet byns enda officiella namn.
Utanför byns kust ligger Blasketöarna. Befolkningen lämnade öarna år 1954 på grund av det extremt karga livet där, men under första halvan av 1900-talet levde flera av de mest kända iriska författarna på ön, bland dem Tomás Ó Criomhthain. Idag finns ett museum tillägnat deras litteratur och livsstil i Dún Chaoin.